# Surviliškis
Surviliškis is een plaats in het Litouwse district Kaunas. De plaats telt 376 inwoners (2001).